# 전국복지권기구
전국복지권기구(全國福祉權機構, National Welfare Rights Organization, NWRO)는 미국인들 중에서 특히 어린이들과 여성들을 위해 복지 권리를 찾으려고 모인 활동가들의 연합회이다. 전국복지권기구는 1966년에 형성되어 1975년까지 활동한 공적 구제대상자 연합회이다. 전국복지권기구의 목적은 사회사업가들에게 의존하지 않고 관료적 정책들과 싸우는 사람들을 도와 복지에 관한 프로그램이나 입법을 향상시키고자 하는 것이었다. 1969년에는 25,000명의 회원(주로 흑인계 미국인 여성)들로 구성되었을 것으로 추정했다. 그 후로 수천명 이상의 미국인들은 전국복지권기구 시위에 참여했다.

## 근원
1950년대에 정치인과 언론인들은 특히 아프리카계 미국 흑인 미혼모들 사이에서 복지 혜택이 급속히 증가하는 상황을 주목했다. 정부는 복지 기금을 받는 사람의 수와 기금의 액수를 줄이기 위해 형벌을 실시하기 시작했다. 아프리카계 미국 흑인들은 비정상적인 출산율과 가난의 사실을 감안하면 복지 혜택에 평등한 기회를 받지 못했다. 복지 혜택을 받는 사람들은 주요 도시에서 사는 사람들이었음에도 불구하고, 대중들의 마음속에는 복지 혜택을 받는 사람들은 여전히 흑인으로 집중되고 있었다.
1960년대에 아프리카계 미국 흑인들은 이러한 정치적인 공격에 대응하기 위해서 조직을 구성하기 시작했다. 1966년, 민권 운동가인 조지 앨빈 와일리(George Alvin Wiley)는 가난한 사람들을 위해서 시위단체를 조직화하고 지역 대표 단체들을 모아서 전국복지권기구(NWRO)에 참여하도록 유도했다. 미국에 빈곤한 사람들을 위해서 헌신하는 단체 대표들은 시라쿠사, 뉴욕, 시카고, 일리노이 주에서 모여 가난한 사람들의 풀뿌리 조직(grassroots organization) 들의 단결의 필요성을 논의하였다. 전국복지권기구(NWRO)는 4개의 뚜렷한 목표 의식을 갖고 있었다. 적절한 수입, 존엄성, 정의, 그리고 민주적인 관여 이었다.

## 조직 활동
1969년, 전국복지권기구(NWRO)는 리처드 닉슨 전 대통령의 가족 지원 계획을 목표로 함으로써 미국인들의 관심을 끌었다. 한편 전국복지권기구(NWRO)의 전략과 목표에 관해서 중산층 남성 직원들과 복지 혜택을 받는 여성들 사이에 내부 싸움이 일어났다. 조지 앨빈 와일리는 빈곤층의 근로자들도 복지 혜택을 받기 위한 대책을 마련하려고 노력했고 다른 한편으로는 조니 틸몬(Johnnie Tilmon)에 의해 주도되는 복지 수납자들은 복지 권리를 여성의 문제로 재정의 하려했고 결국에는 흑인계 페미니스트 운동을 추구했다.
1972년 말, 조지 앨빈 와일리는 사임했고 조니 틸몬은 전국복지권기구(NWRO)의 새 이사로 임명되었다. 1975년 3월, 전국복지권기구(NWRO)는 파산과 동시에 조직이 한 번에 무너졌다. 하지만 여러 복지 권리 단체들이 복지를 받는 사람들의 권리를 확장하기 위해 전국복지권기구(NWRO)의 유산을 지속시켰다.

## 조직 구조

### 지역 구조
전국복지권기구(NWRO)의 각 지역의 회원들은 완전히 자율적이었다. 회원 단체는 자체적으로 결정을 내릴 수 있었고 돈을 모을 수 있었고 전국복지권기구(NWRO)는 그들을 위해 지원했다. 전국복지권기구(NWRO)가 가진 유일한 힘은 그들을 회원들로 인식하는 능력이었다. 국가헌법에 따라 각 지역 회원과 복지 혜택을 받는 사람의 대다수를 포함하는 모든 회원의 10 %는 저소득층의 사람들로 구성되어야 한다고 정했다. 각 지역의 단체들은 그들의 자유를 박탈할 수 있는 큰 단체들로부터 독립적이어야만 했다.

### 국가 구조
회원들은 지도자를 퇴거시킬 능력을 가진 책임자를 선출했다. 국내 각 지역의 대표단들이 모여서 2년마다 집회를 열어 이사회를 선출하도록 했다. NCC(전국복지권리단체조정위원회)는 각 주의 대표원들의 지역 복지 권리 회원들로 구성되었고 대표원들은 전국복지권기구(NWRO)의 기본적인 정책을 결정하기 위해서 연마다 4번 모였다.